# Краковская опера
Краковская Опера (пол. Opera Krakowska) — оперный театр в Кракове, основанный в 1954 году. Современное здание театра находится на улице Любеч, 48.

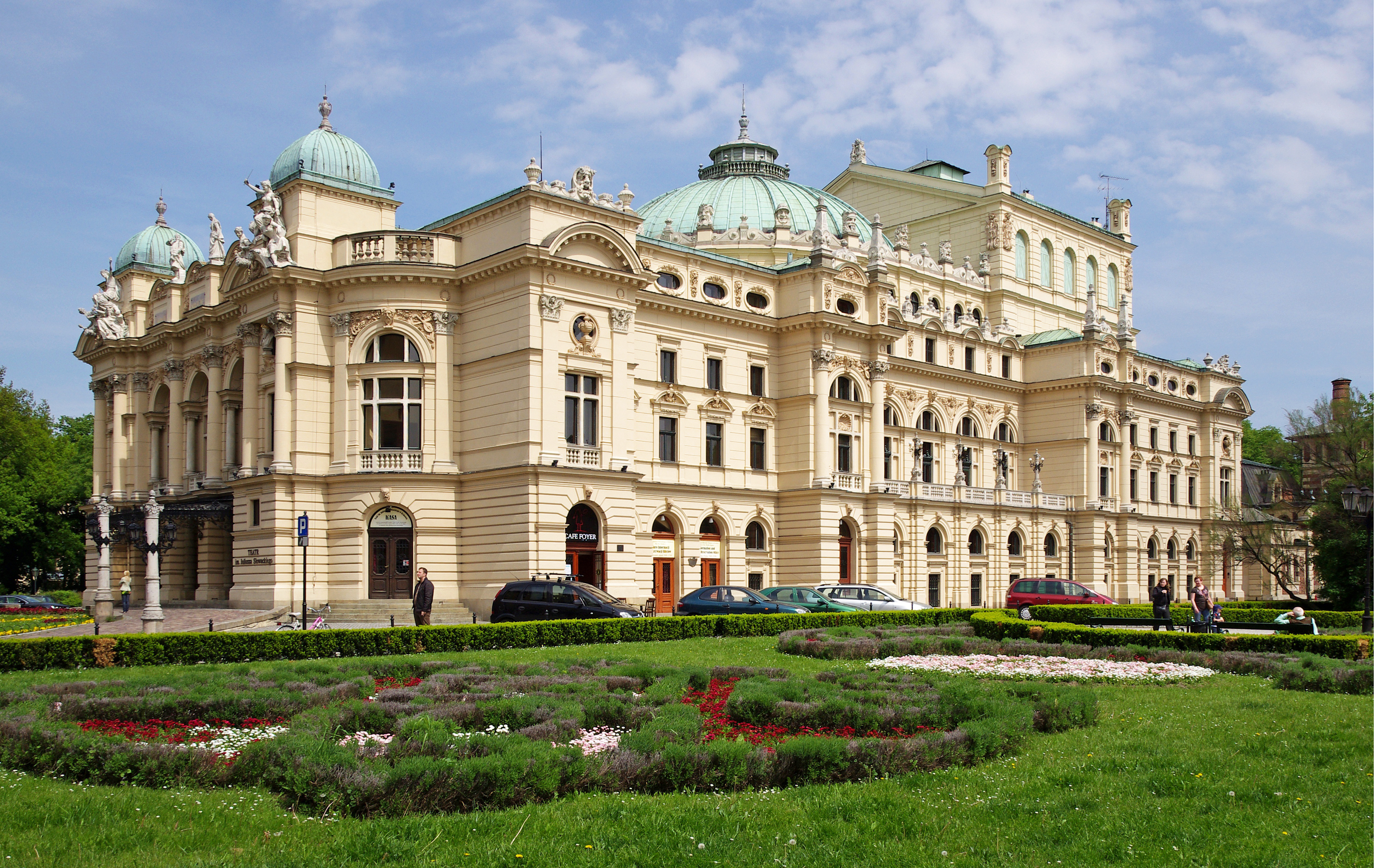
Театр им. Юлиуша Словацкого

Оперные спектакли ставились в Кракове наряду с драматическими с 1893 года в городском театре им. Юлиуша Словацкого, однако оперы давались не часто из-за финансовых трудностей. В 1954 году в Кракове возникло сразу два общества — Общество друзей оперы (Towarzystwo Przyjaciół Opery), которое организовало коллектив музыкантов из артистов краковской филармонии и выпускников консерватории для поставки «Риголетто» Дж. Верди. Параллельно «Общество друзей музыкального театра» (Towarzystwo Przyjaciół Teatru Muzycznego), в которое входили артисты оркестра польского радио и хора, создали оперетту и поставили «Графиню Марицу» И. Кальмана. В течение 4-х лет оперная труппа ставила спектакли в помещении театра им. Словацкого, а опереточная — в Доме солдата.
В 1958 году Общества прекратили существование, а коллективы были объединены под патронатом города. Театр получил название «Городской музыкальный театр — опера и оперетта» (Miejski Teatr Muzyczny — Opera i Operetka). В 1975 году название было изменено на «Краковский музыкальный театр», а в 1981 году — на «Опера и оперетта в Кракове». С 1983 года театр ведет активную гастрольную деятельность, его оперы, оперетты и балеты ставятся в разных странах Европы, театр играет ведущую роль в подготовке польских вокалистов.
С 2001 года театр получил современное название. В 2004—2008 годах для театра было построено новое здание по проекту Ромуальда Лоеглера, победившего в конкурсе 2002 года. Новое здание вмещает большой зал вместимостью в 761 место со сценой площадью 443 м², а также камерным залом, репетиционными аудиториями, новейшим техническим оснащением.

## Репертуар
25 апреля 2014 года впервые в Польше Краковская опера поставила оперу «Любовь к трём апельсинам» Сергея Прокофьева. Опера исполнялась на русском языке.